# 이매동
이매동(二梅洞)은 대한민국 경기도 성남시 분당구의 법정동이다.

## 개요
현재 이매2동에 해당하는 과거 매송동이라는 이름은 이매동의 일부와 사송동의 일부를 편입하였기 때문에 이매동의 "매"자와 사송동의 "송"자를 따서 1993년 1월 20일 ‘매송동’이라 명칭하였으나, 행정동과 법정동의 명칭 일치를 위해 2001년 1월 1일 기존 이매동은 이매1동으로, 매송동은 이매2동으로 명칭을 변경하였다.

## 지명 유래
이매동의 지명 유래에 대해서는 2가지 설이 전한다.
- 옛날 이매동에는 탄천변의 들판인 '이무술들'이 있었다. 풍수지리설에 따르면 이무슬들은 매화가 떨어지는 '매화낙지형'(梅花落地形)의 명당이라고 한다. 이매동은 '이무술'과 '매화낙지'에서 유래된 이름이다.
- 성남시 동부에 위치한 영장산(靈長山)에는 매지봉(梅址峰)이라는 산봉우리가 있는데 매지봉은 큰매지봉과 작은매지봉으로 나뉜다. 이매동은 여기서 유래된 이름이다.

## 법정동
- 이매동(二梅洞)

## 아파트
| 단지명                  | 건설사                | 시행사                | 주소 | 입주        | 비고 |
| ----------------------- | --------------------- | --------------------- | ---- | ----------- | ---- |
| 이매촌 8단지 진흥       | 진흥기업              | 진흥기업              |      | 1993년 4월  |      |
| 이매촌 5단지 동부코오롱 | 동부건설 코오롱건설   | 동부건설 코오롱건설   |      | 1993년 6월  |      |
| 아름마을 5단지 풍림     | 풍림산업              | 풍림산업              |      | 1993년 8월  |      |
| 아름마을 6단지 선경     | 선경건설              | 선경건설              |      | 1993년 10월 |      |
| 이매촌 2단지 한신       | 한신공영              | 한신공영              |      | 1993년 11월 |      |
| 이매촌 10단지 삼성      | 삼성건설              | 삼성건설              |      | 1994년 4월  |      |
| 이매촌 11단지 삼환      | ㈜삼환기업            | ㈜삼환기업            |      | 1994년 9월  |      |
| 아름마을 7단지 효성     | 효성중공업㈜ 건설부문 | 효성중공업㈜ 건설부문 |      | 1995년 5월  |      |
| 이매 포스파크           | 포스코건설            | 포스코건설            |      | 2003년 7월  |      |

## 교육

### 이매1동
- 안말초등학교
- 이매초등학교
- 이매중학교
- 송림중학교
- 송림고등학교
- 돌마고등학교

### 이매2동
- 매송초등학교
- 매송중학교
- 이매고등학교

## 교통

### 이매1동
- 이매역